# Magistralni put 46
Die Magistralni put 46 (ehemals Magistralni put 182) ist eine Bundesstraße in Serbien. Sie beginnt in Vučkovica an der Magistralni put 24 und führt in westlicher Richtung über Knić nach Mrčajevci, wo sie an die Magistralni put 22 anschließt.